# De reis door het onmogelijke
De reis door het onmogelijke (Voyage à travers l'Impossible) is een toneelstuk van Jules Verne. Het stuk werd geschreven in 1882, maar werd pas in 1977 teruggevonden in het archief van de Franse staatscensuur. 
Het boek vertelt het verhaal van Georges Hatteras (zoon van de legendarische kapitein Hatteras) die, met de hulp van dokter Ox, tracht het onmogelijke te realiseren (reizen naar het middelpunt der aarde, naar de bodem van de oceaan en in de ruimte).
In het toneelstuk maken verschillende personages van Verne hun opwachting, zoals professor Lidenbrock, kapitein Nemo en Michel Ardan.